# Ide Tameo
Ide Tameo (jap. 井出 多米夫; * 27. November 1908; † 17. August 1998) war ein japanischer Fußballspieler.

## Nationalmannschaft
1930 debütierte Ide für die japanische Fußballnationalmannschaft. Mit der japanischen Nationalmannschaft qualifizierte er sich für die Far Eastern Championship Games 1930.